# Disaggregation
Disaggregation (oder Desaggregation; abgeleitet aus lateinisch aggregare, „beigesellen“) ist in der Statistik eine Methodik, aus Makrodaten durch deren Aufgliederung Mikrodaten zu entwickeln. Gegensatz ist die Aggregation.

## Allgemeines
Die Aggregation kann oft leichter fallen als die Disaggregation von Daten in kleinere Bausteine. Das mag zwar paradox klingen, ist aber die Folge einer fundierten Schätzung. Durch Disaggregation werden Informationen gewonnen, die eine Beurteilung oder Entscheidung von Detailfragen zulassen.

## Volkswirtschaftslehre
Disaggregation ist die Aufspaltung volkswirtschaftlicher Gesamtgrößen in kleinere Teilgrößen, wodurch die Grenzen zwischen Makro- und Mikroökonomie teilweise stark verwischt werden.
Die Disaggregation umfassender Gesamtziele einer Volkswirtschaft (etwa die Wohlfahrt) in mehrere Unterziele wird in der Wirtschaftspolitik als magisches Viereck (Vollbeschäftigung, Preisstabilität, Wirtschaftswachstum und außenwirtschaftliches Gleichgewicht) bezeichnet. Dabei ist zu bedenken, dass die Unterziele oft nicht miteinander vereinbar sind, so dass Zielkonflikte bestehen. 

## Betriebswirtschaftslehre
Im Rechnungswesen und bei der Bilanzierung ist der Grundsatz der Einzelbewertung (§ 252 Abs. 1 Nr. 3 HGB) zu beachten. Der für das Sachanlagevermögen geltende Komponentenansatz (englisch Component Approach) der IAS 16.43 ff. verlangt die Disaggregation einer Sachanlage in ihre Bestandteile, sofern sich deren Nutzungsdauer oder die Dauer der Nutzenstiftung unterscheiden.
Bei der Segmentierung (Marktsegmentierung oder Segmentberichterstattung) ist stets eine Disaggregation erforderlich. Bei Kapitalgesellschaften und Konzernen beschränkt sich diese Disaggregation auf die (Außen-)Umsatzerlöse nach Tätigkeitsbereichen und geographisch bestimmten Märkten (§ 285 Nr. 4 HGB bzw. § 314 Abs. 1 Nr. 3 HGB).

## Politikwissenschaft
In der Politikwissenschaft werden zwei Prozesse der Auftrennung bzw. des Auseinandertretens von unterschiedlichen Elementen bestehender Konzepte oder Institutionen als Disaggregierung (englisch disaggregation) bezeichnet:
- Die Disaggregierung staatlicher Souveränität findet dadurch statt, dass die Staatsgrenzen durch Migration durchlässiger werden, Souveränitäten verflechten sich.[7]
- Begleitet werden diese Prozesse von einer innerstaatlichen Disaggregierung von Bürgerschaft.

Diese Thematik wird in der Politikwissenschaft kontrovers diskutiert.
Der Begriff wird zudem im Zusammenhang mit der systematischen Messung von Menschenrechten verwendet („monitoring“). Dabei werden quantitative Informationen nach menschenrechtlich relevanten Gesichtspunkten gegliedert. Würde man nämlich insoweit nicht gliedern und nur Durchschnittswerte verwenden, so könnten De-facto-Diskriminierungen unerkannt bleiben. Die Gliederungsgesichtspunkte ergeben sich daher aus den Diskriminierungsverboten. Menschenrechtliche Indikatoren sollten demnach unter anderem nach Geschlecht, Hautfarbe, Alter, Wohnort und Ethnie aufgelöst vorliegen. Aus praktischen Gründen ist dies allerdings nicht immer möglich, wenn nämlich die erforderlichen Daten fehlen.